# 加布杰利巴雷·伊萨耶夫
加布杰利巴雷·尼扎穆季诺维奇·伊萨耶夫（俄语：Габдельбарый Низамутдинович Исаев），巴什基尔语名阿卜杜勒巴雷·尼扎梅金·乌雷·伊萨耶夫（1907年1月28日—1983年11月13日）是一名伊斯兰教宗教领袖、神学家、教育家，曾在1975年-1980年任苏联和西伯利亚欧洲部分穆斯林宗教局的穆夫提。

## 生平
1926年，伊萨耶夫毕业于巴什基尔苏维埃社会主义自治共和国秋利加诺沃村的伊斯兰学校。
1926年至1929年间，他担任巴什基尔共和国比尔斯克州卡里亚夫德村一所清真寺的海推布。
1929年，他被镇压，并被投入监狱监禁了一年。
1930年至1941年间，他在吉尔吉斯苏维埃社会主义自治共和国非正式地从事毛拉一职。
1941年至1943年间，他参军入伍，前往苏德战争前线作战，后因负伤，回到了乌法。.
1946年至1953年间，他在苏联和西伯利亚欧洲部分穆斯林宗教局工作。
1953年至1956年间，他担任乌法第2堂区一所清真寺的海推布，1956年至1975年转任到列宁格勒清真寺。
他也曾在1975年-1980年担任苏联和西伯利亚欧洲部分穆斯林宗教局的穆夫提。
1980年，他辞去了穆斯林宗教局的职务，并继续在列宁格勒清真寺担当海推布。他是俄罗斯第一位从穆斯林宗教局辞职的穆夫提。